# Ceolwulf II
Pour les articles homonymes, voir Ceolwulf.
Ceolwulf II (fl. 874-879) règne sur la Mercie dans les années 870.

## Biographie
L'ascendance de Ceolwulf II est inconnue, quoique son nom suggère une parenté avec les frères Cenwulf et Ceolwulf Ier, qui règnent successivement sur la Mercie de 796 à 823. Il succède à Burgred, chassé de son royaume par les Vikings en 874. Bien que la Chronique anglo-saxonne décrive Ceolwulf comme un roitelet soumis aux envahisseurs, ses chartes et ses monnaies le présentent comme un roi de plein droit. Il est cependant privé d'une partie de son royaume par les Vikings en 877, qui ne lui laissent que la moitié occidentale de la Mercie.
Le souverain gallois Rhodri le Grand, roi du Gwynedd, est vaincu et tué en affrontant les Anglais en 878. C'est très vraisemblablement Ceolwulf qui remporte cette victoire et rétablit ainsi la suzeraineté mercienne dans le nord du pays de Galles. En revanche, lorsque les Merciens sont battus par Anarawd ap Rhodri, le fils de Rhodri, à la bataille de la Conwy en 881, leur chef (appelé « Edryd aux Longs Cheveux » dans les sources galloises décrivant cette bataille) semble être Æthelred, le successeur de Ceolwulf, ce qui implique que ce dernier n'est plus au pouvoir. La première mention certaine d'Æthelred comme seigneur des Merciens est datée de 883. Les listes royales attribuent par ailleurs à Ceolwulf un règne de cinq ans, ce qui situerait sa perte du pouvoir en 879.